# Argentine aux Jeux olympiques d'hiver de 1994
L'Argentine participe aux Jeux olympiques d'hiver de 1994, qui ont lieu à Lillehammer en Norvège. Ce pays, représenté par dix athlètes, prend part aux Jeux d'hiver pour la treizième fois de son histoire. Il ne remporte pas de médaille.

## Délégation
Le tableau suivant montre le nombre d'athlètes argentins dans chaque discipline :
| Sport     | Hommes | Femmes | Total |
| --------- | ------ | ------ | ----- |
| Ski Alpin | 4      | 5      | 9     |
| Biathlon  | 0      | 1      | 1     |
| Total     | 4      | 6      | 10    |

## Résultats

### Ski alpin
Hommes
| Athlète              | Épreuve      | Finale        | Finale   | Finale   | Finale        | Finale |
| Athlète              | Épreuve      | Manche 1      | Manche 2 | Manche 3 | Total         | Rang   |
| -------------------- | ------------ | ------------- | -------- | -------- | ------------- | ------ |
| Gáston Begue         | Super-G      |               |          |          | 1 min 41 s 21 | 48     |
| Carlos Manuel Bustos | Super-G      |               |          |          | DNF           |        |
| Maríano Puricelli    | Descente     |               |          |          | 1 min 52 s 38 | 45     |
| Maríano Puricelli    | Combiné      | 1 min 43 s 13 | DNF      |          | DNF           |        |
| Federico van Ditmar  | Super-G      |               |          |          | DNF           |        |
| Federico van Ditmar  | Slalom Géant | DNF           |          |          | DNF           |        |
| Federico van Ditmar  | Slalom       | DNF           |          |          | DNF           |        |

Femmes
| Athlète               | Épreuve  | Finale        | Finale        | Finale   | Finale        | Finale |
| Athlète               | Épreuve  | Manche 1      | Manche 2      | Manche 3 | Total         | Rang   |
| --------------------- | -------- | ------------- | ------------- | -------- | ------------- | ------ |
| Carola Calello        | Super-G  |               |               |          | 1 min 35 s 87 | 45     |
| Dominique Ezquerra    | Super-G  |               |               |          | 1 min 32 s 71 | 43     |
| Gabriela Quijano      | Descente |               |               |          | 1 min 49 s 26 | 43     |
| Gabriela Quijano      | Super-G  |               |               |          | 1 min 33 s 45 | 44     |
| Gabriela Quijano      | Slalom   | 1 min 09 s 70 | 1 min 07 s 56 |          | 2 min 17 s 26 | 26     |
| Gabriela Quijano      | Combiné  | 1 min 39 s 88 | 57 s 87       | 55 s 76  | 3 min 33 s 51 | 22     |
| Francisca Steverlynck | Descente |               |               |          | 1 min 46 s 76 | 41     |
| Francisca Steverlynck | Super-G  |               |               |          | 1 min 32 s 56 | 42     |
| Francisca Steverlynck | Combiné  | 1 min 37 s 10 | 58 s 98       | 56 s 56  | 3 min 32 s 64 | 21     |
| Jennifer Taylor       | Descente |               |               |          | 1 min 49 s 53 | 44     |
| Jennifer Taylor       | Combiné  | 1 min 39 s 18 | 1 min 06 s 47 | 58 s 62  | 3 min 44 s 27 | 25     |

### Biathlon
Femmes
| Athlète    | Épreuve          | Finale            | Finale | Finale |
| Athlète    | Épreuve          | Temps             | Pen.   | Rang   |
| ---------- | ---------------- | ----------------- | ------ | ------ |
| María Giro | 7.5 km sprint    | 29 min 31 s 9     | 1      | 54     |
| María Giro | 15 km individuel | 1 h 02 min 24 s 2 | 5      | 66     |